# 1990 WE9
1990 WE9 är en asteroid i huvudbältet som upptäcktes den 19 november 1990 av den belgiske astronomen Eric W. Elst vid La Silla-observatoriet.
Asteroiden har en diameter på ungefär 6 kilometer och den tillhör asteroidgruppen Nysa.